# Sie jezik
Sie jezik (zove se i eromanga, erramanga, erromanga, sye; ISO 639-3: erg), austronezijski jezik kojim govori oko 1 900 ljudi (Lynch and Crowley 2001) na otoku Erromanga u južnom Vanuatuu.
Postoje tri dijalekta: yoku (enyau), potnariven i sie (sorung). Pismo: latinica.

## Vanjske poveznice
- Ethnologue (14th)
- Ethnologue (15th)